# Dimos Almopia
Dimos Almopia (Almopia) är en kommun i Grekland.   Den ligger i prefekturen Nomós Péllis och regionen Mellersta Makedonien, i den norra delen av landet, 400 km norr om huvudstaden Aten. Antalet invånare är 28 822.